# Брянский государственный университет
Брянский государственный университет имени академика Ивана Георгиевича Петровского (БГУ) — высшее учебное заведение Брянска.
Полное официальное наименование: государственное образовательное учреждение высшего профессионального образования «Брянский государственный университет имени академика И. Г. Петровского»; сокращённое наименование: БГУ.

## История
В 1930 году был основан Новозыбковский государственный педагогический институт. В 1976 году он был переведён в Брянск и переименован в Брянский государственный педагогический институт (постановление Совета Министров РСФСР от 12 февраля 1976 г. № 102).
Постановлением Совета Министров РСФСР от 18 августа 1976 года № 460 Брянскому государственному педагогическому институту было присвоено имя академика И. Г. Петровского.
Приказом Государственного комитета Российской Федерации по высшему образованию от 13 апреля 1995 года № 545 Брянский государственный педагогический институт имени академика И. Г. Петровского был переименован в Брянский государственный педагогический университет имени академика И. Г. Петровского.
В соответствии с приказом Министерства образования Российской Федерации от 6 июня 2001 года № 2292 Брянский государственный педагогический университет имени академика И. Г. Петровского был переименован в Брянский государственный университет имени академика И. Г. Петровского.
Учредитель — Правительство Российской Федерации. Полномочия учредителя осуществляет Министерство образования Российской Федерации. В соответствии с приказом Министерства общего и профессионального образования Российской Федерации от 13 марта 1998 года № 692 университет имеет филиал в городе Новозыбкове.
Наименование филиала: филиал Брянского государственного университета имени академика И. Г. Петровского в Новозыбкове.
Университет имеет право ведения образовательной деятельности.
Лицензировано:
- 52 специальности высшего профессионального образования,
- 1 специальность среднего профессионального образования,
- 8 специальностей бакалаврской подготовки,
- 4 специальности магистерской подготовки,
- 26 специальностей аспирантуры,
- 5 дополнительных квалификаций.

## Факультеты
- Технологии и дизайна
- Юридический
- Иностранных языков
- Физической культуры
- Истории и международных отношений (бывший Исторический)
- Педагогики и психологии
- Физико-математический
- Филологический
- Естественно-географический
- Финансово-экономический факультет
- Филиал БГУ в г. Новозыбков

## Кафедры
- Иностранных языков
- Журналистики
- Философии, истории и политологии
- Педагогики
- Социологии и социальной работы
- Географии, экологии и землеустройства
- Биологии
- Химии
- Физического воспитания и основ медицинских знаний
- Всеобщей истории, международных отношений и международного права
- Отечественной истории
- Теоретической физики
- Методики обучения математике и информационных технологий
- Алгебры
- Информатики и прикладной математики
- Общей физики
- Математического анализа
- Безопасности жизнедеятельности
- Вычислительной техники и информационных технологий
- Дизайна и художественного образования
- Теории и методики преподавания профессионально-технологического образования
- Безопасности жизнедеятельности
- Общей и профессиональной педагогики

## Кадровый состав
Всего в БГУ работает 570 сотрудников и работников профессорско-преподавательского состава. В университете преподает 52 доктора наук, 291 кандидат наук, 43 профессора, 188 доцентов.

## Руководство
- Антюхов Андрей Викторович — Ректор БГУ. Доктор филологических наук, профессор кафедры русской и зарубежной литературы. Заслуженный работник высшей школы Российской Федерации. Член Петровской (Санкт-Петербургской) академии наук.
- Мельников Сергей Леонидович — Первый проректор. Кандидат педагогических наук, профессор.
- Калоша Александр Иванович — Проректор по учебной работе. Кандидат педагогических наук, доцент.
- Степченко Татьяна Александровна — Проректор по научной работе и международным связям. Доктор педагогических наук, профессор.
- Гончаров Кирилл Александрович — Проректор по инновационной работе. Доктор технических наук, доцент.
- Артюхов Андрей Викторович — Проректор по социальной работе и молодёжной политике.